# Boiruna
Boiruna este un gen de șerpi din familia Colubridae.

Cladograma conform Catalogue of Life:
| Boiruna | \| \| Boiruna maculata \| \| \| \| \| \| Boiruna sertaneja \| \| \| \| |
|         | \| \| Boiruna maculata \| \| \| \| \| \| Boiruna sertaneja \| \| \| \| |
|         | Boiruna maculata                                                       |
|         |                                                                        |
|         | Boiruna sertaneja                                                      |
|         |                                                                        |